# Station Stéblová
Het Station Stéblová is een spoorwegstation in Tsjechië, tussen Pardubice en Hradec Králové. Het station is gelegen in de gemeente Stéblová, ongeveer een kilometer ten noorden van het gelijknamige dorp. Station Stéblová ligt aan lijn 031 van de České dráhy, die van Pardubice via Hradec Králové naar Jaroměř loopt.
Station Stéblová ligt 5 kilometer ten noorden van het station Pardubice-Semtín en drie kilometer ten zuiden van station Čeperka.
Pardubice hlavní nádraží ↔ Pardubice-Rosice nad Labem ↔ Pardubice-Semtín ↔ Stéblová ↔ Čeperka ↔ Opatovice nad Labem ↔ Hradec Králové hlavní nádraží ↔ Předměřice nad Labem ↔ Lochenice ↔ Smiřice ↔ Černožice - Semonice ↔ Jaroměř